# RPO Shmel
RPO Shmel (tiếng Nga: Шмель) là loại Súng phóng đạn nhiệt áp sử dụng một lần với các đầu đạn gây cháy, nhiệt áp hay đạn khói được phát triển vào năm 1984. Nó đã được thông qua để đưa vào phục vụ trong quân đội với ba mẫu và vì chúng sử dụng đạn gây cháy (RPO-Z), nhiệt áp (RPO-A) hay tạo khói (RPO-D) nên súng thường được xem là một loại súng phun lửa vì thế lực lượng được trang bị sử dụng chúng là các binh chủng hóa học chứ không phải lực lượng bộ binh bình thường. Shmel cũng được sử dụng một cách giới hạn trong các lực lượng đặc nhiệm thuộc bộ nội vụ Nga. Ngoài việc trang bị cho quân đội thì súng cũng được dùng để xuất khẩu.

## Thiết kế
Shmel là loại vũ khí dùng một lần, được thiết kế tạo hiệu ứng không giật khi bắn và có cấu trúc khá độc đáo. Nòng súng được làm bằng sợi thủy tinh không có rãnh xoắn và tên lửa được đặt sẵn trong súng từ khi chế tạo. Khi bắn thuốc đẩy vốn được đặt trong một khoang riêng biệt với tên lửa sẽ đẩy tên lửa ra khỏi súng cũng như tạo một lượng đẩy cho ra phía sau để tạo hiệu ứng không giật cho súng vì thế khi bắn phải để ý ở phía sau có vật cản lớn ở gần không vì nó sẽ làm luồn phản lực giật ngược lại gây nguy hiểm cho người sử dụng và khoang chứa thuốc đẩy cũng sẽ rơi ra khỏi súng ở phía sau sau khi hoàn tất tạo hiệu ứng không giật.
Hệ thống nhắm của súng là điểm ruồi và thước ngắm. Tên lửa thì là một cái ống với vỏ mỏng nhồi các loại thuốc đạn như nhiên liệu nổ nhiệt áp, chất tạo khói hay chất gây cháy. Khi phóng ra khỏi súng bốn cánh phía sau của tên lửa sẽ bật ra và làm tên lửa xoay để giữ độ ổn định và chính xác. Tay cầm cò súng có thể gấp lại để tiên cho việc di chuyển súng còn có tay cầm chữ I phía trước để tiện cho việc cầm nhắm. Với 2,1 kg nhiên liệu nổ nhiệt áp súng có sức công phá tương đương đạn pháo 107 mm nổ mạnh, nhưng lại có thể tạo ra và giữ được một khu vực lửa bao trùm có nhiệt độ cực cao tỏa ra xung quanh trong bán kính hơn 3 m lâu hơn đạn pháo nổ mạnh nhiều nên có thể tạo ra sóng chấn động dày và mạnh hơn cũng như tạo hiệu ứng cháy.
Đầu đạn nhiệt áp tiêu chuẩn RPO-A hiệu quả trong việc tiêu diệt các mục tiêu trong nơi ẩn nấp như trong các tòa nhà, hang động, hẻm núi... cũng như có khả năng phá hủy công sự, hầm ngầm kiên cố và dễ dàng tiêu diệt các mục tiêu bọc giáp nhẹ. Mọi sinh vật sống nằm trong bán kính sát thương xung quanh mục tiêu nếu chưa bị sức nóng thiêu cháy sẽ bị chênh lệch áp suất đột ngột và mất dưỡng khí dẫn đến ngất hoặc bị tiêu diệt. Đầu đạn gây cháy sẽ tạo ra một vùng lửa để đốt cháy mục tiêu.

## Nước sử dụng

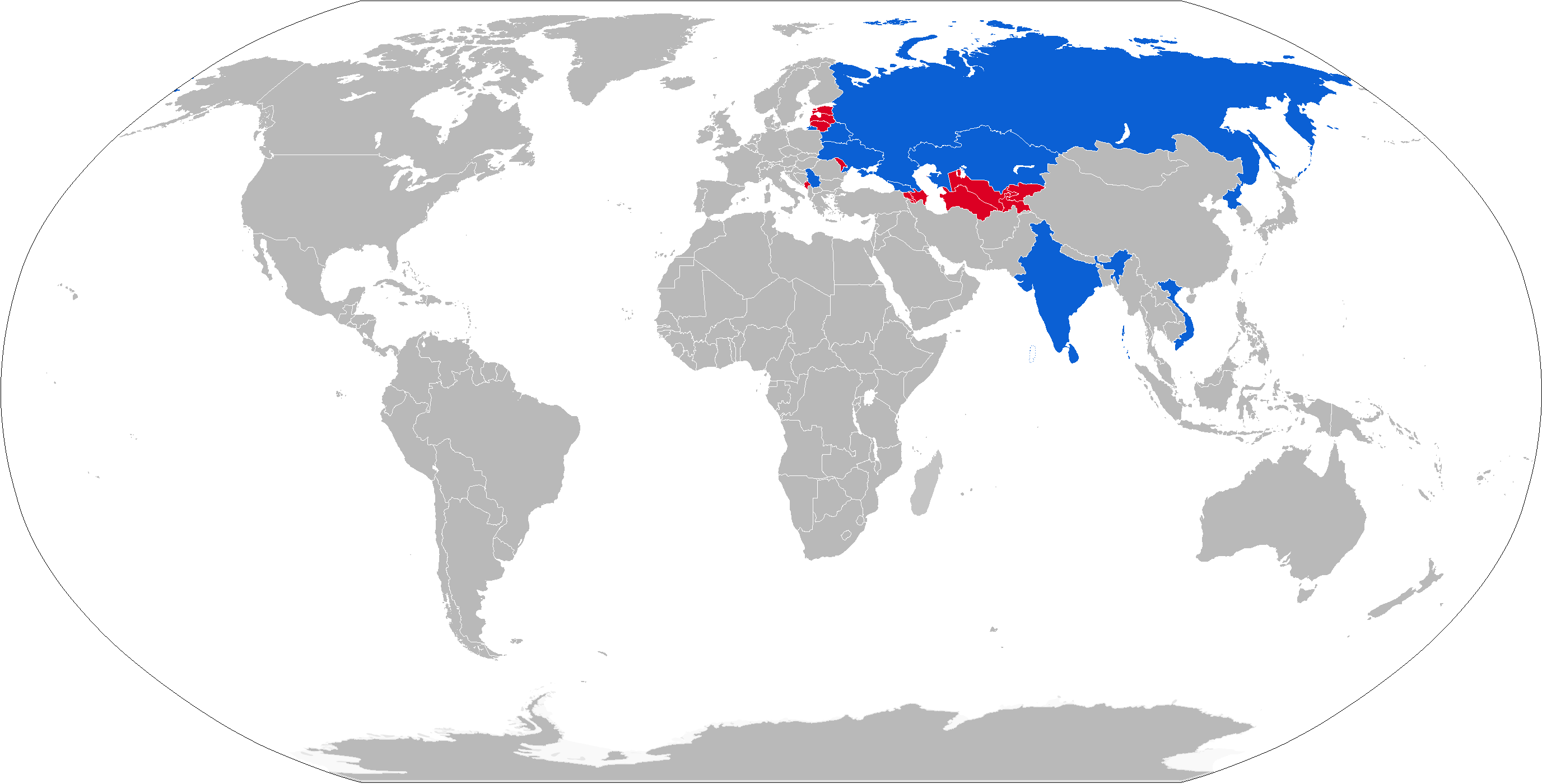
Bản đồ các nước đang dùng RPO-A màu xanh và đã dùng màu đỏ

### Hiện tại
- Nga
- Belarus
- Fiji[1]
- CHDCND Triều Tiên
- Sri Lanka
- Kazakhstan
- Iran
- Georgia[2]
- Ấn Độ
- Việt Nam
- Syria[3][4]
- Ukraina

### Trong quá khứ
- USSR
- Federal Republic of Yugoslavia